# توابيت خزفية بشرية

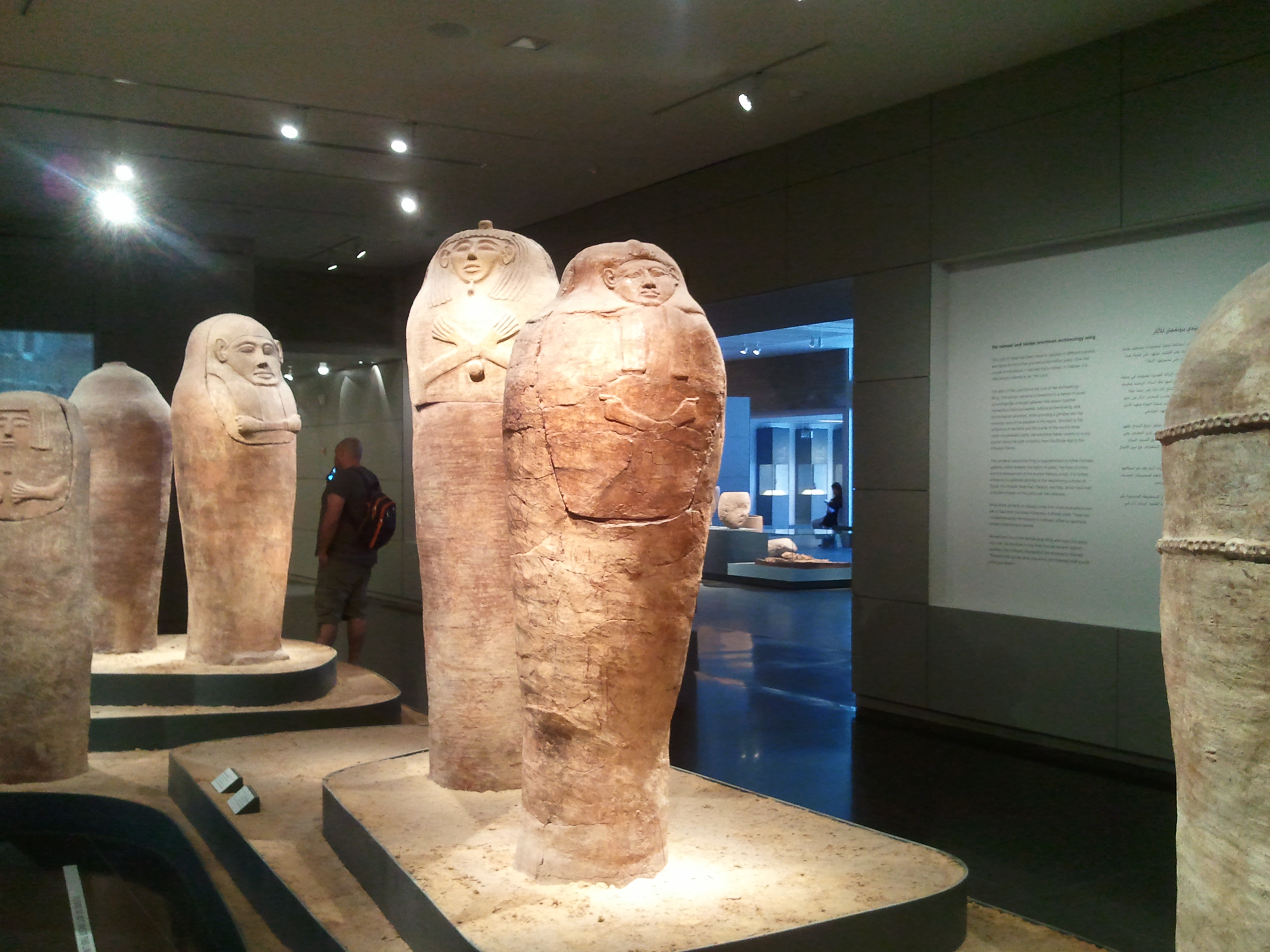
توابيت بشرية طينية في متحف إسرائيل

التوابيت الخزفية ذات الشكل البشري في بلاد الشام في العصر البرونزي المتأخر هي ممارسة دفن فريدة من نوعها وهي عبارة عن توليفة من الأيديولوجيات المصرية والشرق الأدنى. يعود تاريخ النعوش إلى القرنين الرابع عشر والعاشر قبل الميلاد، وقد تم العثور عليها في دير البلح وبيسان ولخيش وتل الفرح وسحاب، ومؤخراً في وادي يزرعيل في عام 2013. تظهر التوابيت التأثير المصري في الشرق الأدنى القديم وتظهر العديد من الصفات المصرية في التصوير على أقنعة الوجه على الجفن. يمكن فصل الأغطية إلى فئتين فنيتين، الطبيعية والغريبة، وتنقسم الأجساد إلى نوع أ، مستدق من الكتفين، ونوع ب، أسطواني. تحتوي القبور على قرابين جنائزية ثرية من مجموعة متنوعة من الأصول من قبرص وميسينا ومصر وفينيقيا وكنعان. يبدو أن القبور كانت في الأصل مخصصة للمسؤولين المصريين ثم أصبحت فيما بعد جزءًا من الثقافة الكنعانية والفلسطينية.

## التاريخ
يُعتقد عمومًا أن التوابيت المصنوعة من الصلصال البشرية هي نتاج الأسرة المصرية الأولى والتي تم نشرها تدريجيًا في المناطق والشعوب الأخرى. كانت إحدى أشكال الدفن العديدة التي استخدمها السومريون في أور والمصريين. هناك بعض الخلاف حول الارتباطات الاجتماعية والاقتصادية لهذا النوع من الدفن بين العلماء، والتي يمكن القول أيضًا أنها تختلف باختلاف الموقع.
يمكن وصف الأشكال المختلفة التي استخدمها المصريون في الأصل بأنها دفن وتوابيت طينية ومقابر ذات سلالم وسقوف. عادةً ما تحتوي القبور التي استخدمت الدفن أو القبو على جثث في توابيت خشبية، والتي كانت أكثر قيمة من نظيراتها المصنوعة من الطين بالإضافة إلى أشياء من الثروة وحتى القرابين البشرية. غالبًا ما ترتبط التوابيت الفخارية بأفقر القبور في المجتمع المصري، ولكن ليس دائمًا في بلاد الشام. والجدير بالذكر أن مصر استمرت في تطوير طرق جديدة للدفن بينما كانت سومر راكدة.
في عام 1929، علم جورج هورسفيلد، الذي كان مدير الآثار في شرق الأردن، بوجود ضريح بالقرب من مدينة سحاب. قام بإخطار وليام فوكسويل أولبرايت الذي زار الموقع شخصيًا. يصف القبر بأنه يشبه الصهريج ويقع على تل [أولبرايت 295]. ويشير إلى أن الكتابة التي تم العثور عليها هنا ليس لها هوية معروفة، فهي تختلف عن اللغة السامية والعربية. يصف أولبرايت اكتشافاته في هذه المقبرة بأنها شبيهة بالنتائج التي توصل إليها في بيسان وتل الفرح، والتي فحصها رو وفلندرز بيتري على التوالي. تتناقض الأشياء التي تم العثور عليها هنا بشكل صارخ مع تلك التي تم العثور عليها في المقابر الكنعانية وترتبط ارتباطًا وثيقًا بالفلسطينيين. بشكل عام، تشير النتائج إلى وجود تاريخ بين القرنين الحادي عشر والثاني عشر لإنشاء هذه المقابر.
في مصر، اكتشف بيتريس عدة مدافن بالقرب من تل نبيشة عام 1885. ونتيجة للفخار الذي عثر عليه هنا، وصف المقابر بأنها قبرصية واقترح أنها تعود إلى القرن الخامس إلى السابع قبل الميلاد. اكتشف نافيل عدة مقابر في تل اليهودية عام 1888. ووصف الفخار الذي وجده بأنه قبرصي لأنه اعتقد أنه مشابه لنتائج بيتريس. ومع ذلك، فهو في الواقع فلسطيني الأصل. تم العثور على جعران في هذا الموقع يعود تاريخه إلى القرنين الحادي عشر والثاني عشر. وقد اقترح البعض أن الفلسطينيين أثروا في تطوير هذه المواقع، ولكن من الأرجح أنها نتيجة للنفوذ المصري.
في عام 1973، وصفت ترود دوثان النتائج الأخيرة في مقبرة دير البلح في كنعان. يمكن القول أن العناصر الموجودة هنا وصلت من مجموعة متنوعة من المصادر. ومع ذلك، هناك شواهد على التأثير المصري القوي على المواد المحلية وكذلك المواد المستوردة من مصر. هذا هو أقدم موقع لتوابيت بشرية في كنعان. هناك تكهنات حول مصدر تطور توابيت البشر في هذا الموقع، لكن دوثان يعتقد أن المصدر مصري أكثر منه فلسطيني. تعود العناصر هنا إلى القرنين الحادي عشر والثالث عشر.

## التوابيت
في مقبرة جنوب دير البلح توابيت بشرية وجدت عندما كان السكان المحليون يستعيدون الكثبان الرملية. تم العثور على التوابيت بين عدد قليل من المدافن البسيطة وعندما تم اكتشافها بدت وكأنها في شكل أصلي، ومع ذلك كانت في الواقع مرتبطة ببعضها البعض بواسطة الرمال التي ملأت الشقوق وكانت تدعم إطار التابوت من الضغط الخارجي. في العصور القديمة كانت العديد من التوابيت فريسة لصوص القبور. هذه التوابيت المضطربة، على الرغم من نهب أغراضها الثمينة، لا تزال تحمل قدرًا كبيرًا من الأهمية. إن فحص التوابيت نفسها يثبت أنه ذو قيمة كبيرة. في الأزمنة السابقة، في نهاية عصر ما قبل الأسرات وأثناء الأسرة الأولى لسومر ومصر، كانت التوابيت الفخارية تقليدًا لأخشاب الزينة. على الرغم من وجود العديد من النعوش في مقابر فردية بشكل شائع، إلا أنه كان هناك العديد من التوابيت بجانب بعضها البعض في صفوف. كانت هذه التوابيت مطلية ولم يتم ذكر توابيت بسيطة ومطلية بشكل شائع.

### سيراميك
تم استخدام الطين المحلي لبناء هذه التوابيت. نظرًا للطول الكبير، والطوق، والوزن يبدو مثالياً للبناء أن يتم بالقرب منه. لن يكون نقلها لمسافات طويلة ممكنًا لأن الطين الثقيل كان سيصبح هشًا. يحتوي التركيب المادي للطين على العديد من الشوائب. يمكن العثور على الصخور والرمل وشظايا الأواني والقش في القطع. التناقضات في خصائص الصلصال لم تكن لتضر باستقرار التابوت، بل كانت ستساعد في الواقع الهيكل. كانت الصخور والرمل والحصى والكسور المكسورة في الطين تسمح بضغط أقل على الشكل أثناء تجفيفه. كان هذا الطين القوي سيجعل السطح يتطلب مزيدًا من الاهتمام الناعم.

### تقنية البناء والتشييد
التوابيت حيث تم بناء اللفائف، تتم هذه التقنية بكميات كبيرة من الطين تشكلت في لفائف ثم توضع فوق بعضها البعض بالماء أو تنزلق لتعمل كرابطة بين الطبقات. عند تشكيل الهيكل، يمكن بناء الأجسام الكبيرة على مراحل بهذه الطريقة نتيجة السماح للأقسام السفلية بالتجفيف لدعم الإضافة المستمرة للطين. مدبب عند أحد الطرفين أو كلاهما. هناك أدلة على أن الأغطية قد تم قطعها من الأشكال بعد إعادة صياغة المبنى الأولي وتشكيله، وكان من الممكن أن يتم ذلك في مرحلة الجلد الصلب عندما كان الطين صلبًا ولكنه لا يزال متاحًا. تميل ملامح الوجه إلى أن تتشكل بالقولبة بالطين الذي هو جزء من الغطاء المشكل، على الرغم من وجود أغطية ذات نمط بشع يطبق المزيد من الطين على السطح. تم الاهتمام بشكل خاص بأغطية الوجه، وثانياً إلى الجزء الخارجي من التابوت، والذي تم تنعيمه وضغطه مرة أخرى على نفسه. وأخيرًا، تم ترك الجزء الداخلي خشنًا وغير محدد مع وجود ملفات لا تزال ملحوظة. في بعض الأوقات يمكن العثور على مقابض على طول جوانب التوابيت، وتستخدم للحمل بالإضافة إلى تكييفها وتشكيلها لتمثيل ملامح الوجه على الجفن. يبدو أن المقابض هي واحدة من الاختلافات المحلية التي تمارس في التابوت؛ تم العثور عليها في شرق الأردن وبيسان. تشكل تشكيلات الأذرع المنحوتة بشكل رفيع على طول حافة الغطاء تمثيلاً مفاهيميًا ولم يتم تحديدها بشكل مفرط على غالبية التوابيت. هناك حالات من الكتابة الهيروغليفية المرسومة أو المكتوبة على الأجزاء الخارجية من التوابيت، على الرغم من أنها عادة ما يتم تقديمها بشكل فظ.

### استكمال وحرق
غالبًا ما تكون أغطية التوابيت في حالة أفضل من الأجسام الرئيسية. التوابيت التي عثر عليها في القبر 116 في دير البلح لها أغطية قريبة من أن تمس بينما جسم التابوت، لكونه هشًا، ينكسر بسهولة عند التنقيب. يتم تحديد استقرار الطين من خلال كيفية معالجته وكيفية حرقه. تم حرق قطع السيراميك الأكثر متانة إلى درجة حرارة أعلى، مما يسمح للطين بالجفاف وحرق كل الماء الذي تم خلطه به لإنشاء مادة قابلة للطرق للصياغة والقوالب بها. مع أقنعة الوجه الأصغر حجمًا، حيث تم تخصيص المزيد من الوقت لنحت السمات وتشكيلها ونحتها، تم الاهتمام بعد ذلك لضمان استمرارها. «تم حرق التوابيت في نار مفتوحة على درجة حرارة منخفضة، وهو ما قد يمثل المواد المتفتتة والمرقطة في بعض الأحيان.»

### اغطية الوجه
تنقسم أغطية الوجه إلى فئتين، طبيعية أو غريبة.

#### طبيعية

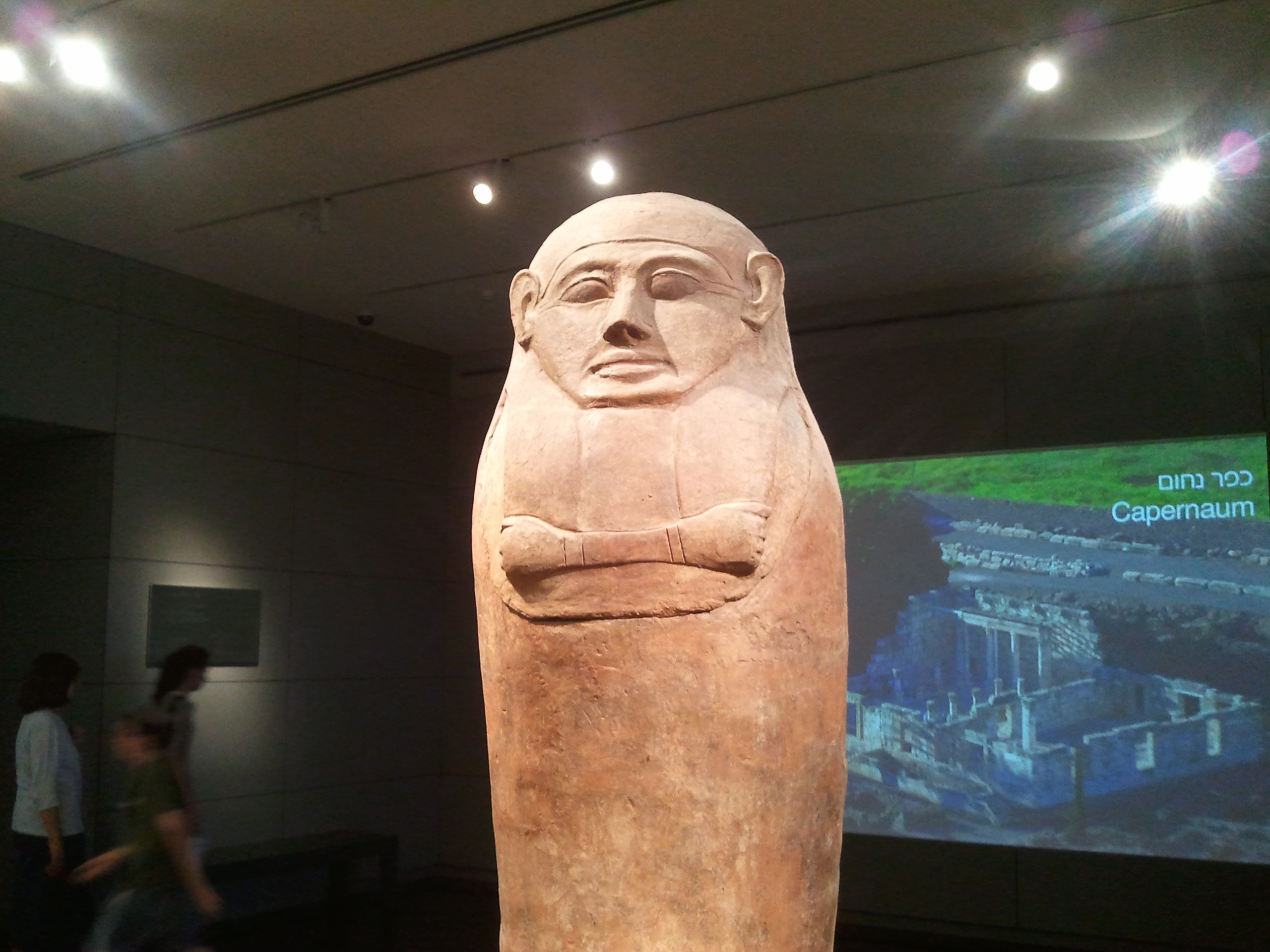
تابوت بشري طيني مع غطاء وجه وذراعان متقاطعتان. مثال على غطاء الوجه الطبيعي.

أغطية التابوت الطبيعية لها وجه واضح.
تتميز التوابيت ذات الطراز الطبيعي برؤوس وملامح وجه محددة جيدًا. غالبًا ما يتم تشكيل هذه التوابيت بشكل بارز ولها ملامح مصرية كبيرة، مثل عيون لوزية وحواجب مقوسة وأنوف مستقيمة وشفاه ممتلئة. يميل الشعر أو الشعر المستعار إلى أن يكون مصبوب بشكل أقل حدة. يتم تشكيل غطاء وجه التوابيت بشكل منفصل ثم يتم استبداله لاحقًا على التابوت الأكبر، كما أخذ شكل فتحة الغطاء في الاعتبار أيضًا إدخال الجثث وهو كبير بما يكفي لغرضه. السمات المميزة هي الجبهة المنحنية العالية، والحواجب المقوسة والجفن، والأنف العريض المنفتح مع الخياشيم العميقة، والخدود الممتلئة، والذقن البارز. الطائرات المسطحة والخطوط المتناسقة تكمل الوجه. غالبًا ما تكون الأذرع رفيعة وعصية أو متقاطعة أو ممسكة بأشياء مثل أزهار اللوتس. تشكل تشكيلات الأذرع المنحوتة بشكل رفيع على طول حافة الغطاء تمثيلاً مفاهيميًا ولم يتم تحديدها بشكل مفرط على غالبية التوابيت.

#### غريبة

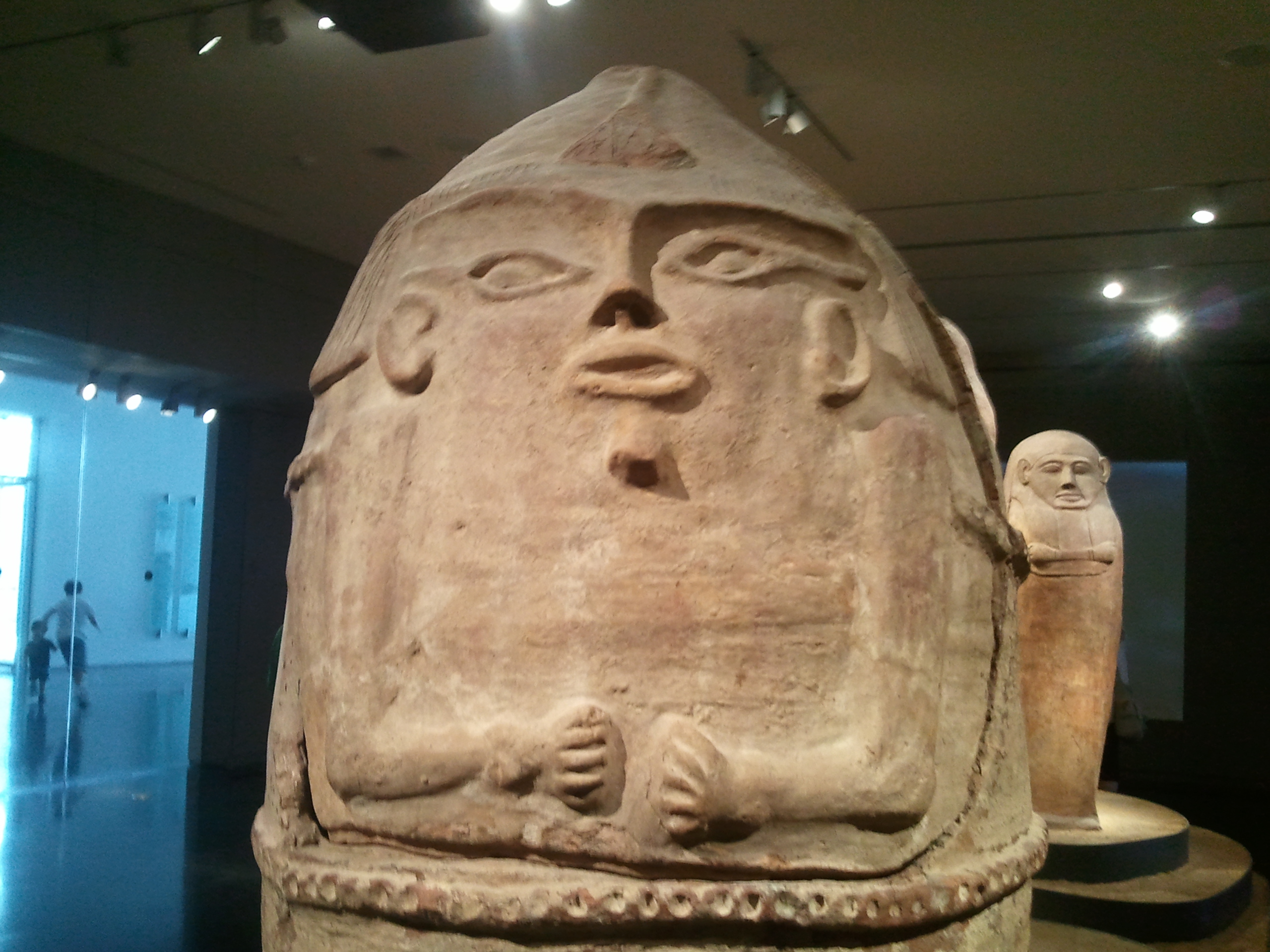
تابوت بشري طيني مع غطاء وجه وذراعان متقاطعتان. مثال على غطاء غريب.

لا تحتوي أغطية التابوت الغريبة على خطوط وجه محددة.
التوابيت ذات الطراز الغريب لها عيون وحواجب وأنف وفم وأذنان ولحية تم وضعها بشكل منفصل على الطين الصلب المصنوع من الجلد. يمكن القيام بذلك عن طريق الانزلاق والتسجيل الذي يربط قطعتين منفصلتين من الطين معًا. «حقيقة أن الغطاء هو الوجه يعطي تأثيرًا غريبًا إلى حد ما يشبه الكاريكاتير.»

### نوع التابوت
تم تقسيم التوابيت بشكل نموذجي إلى مجموعتين حسب مخطط الأغطية والتوابيت. المجموعات هي:

#### المجموعة أ
هذا النمط هو الشكل السائد في دير البلح، فهو على شكل مومياء برأس وكتفين محددين بأحجام وأشكال مختلفة. يتبع الشكل المفهوم التقليدي للتوابيت المصرية البشرية.

#### المجموعة ب
التوابيت الأسطوانية، أو المجموعة ب، لها رأس وأكتاف غير محددة. يوجد أحيانًا فتحة دائرية في الجزء العلوي من الرأس مع حواف مصبوبة مثل الحافة، ويمكن أن يظهر هذا مثل فتح إناء. يمكن أن يكون لهذا النمط أيضًا فتحة دائرية في القاعدة. تم تحديد قيعان كلا القدمين. الغطاء صغير بما يتناسب مع التابوت.

### أوجه التشابه المصرية
توجد العديد من أوجه التشابه مع المدافن المصرية والأيقونات الموجودة في توابيت الشرق الأدنى الطينية. تم تأريخ توابيت ذات أغطية وجه من فقراء مصر إلى الأسرتين الثامنة عشر والتاسعة عشر (حوالي 1575-1200). زهور اللوتس محفورة في أقنعة الرأس كرمز للنهضة. ملامح الوجه مصرية بشكل واضح، ومن أبرزها الشكل المائل للعينين، والحواجب المقوسة، وتمثيل الشعر والشعر المستعار. توابيت الرومان، التي تعود إلى فترة لاحقة ثم توابيتنا في الشرق الأدنى، هي تقليد فقير من الخزف. كل من توابيت الشرق الأدنى وتوابيت الرومان هي تقليد لتوابيت على الطراز المصري مع سمات فردية مميزة للمناطق التي صنعت فيها.

## مراسم الدفن
كانت هناك مدافن تحتوي على توابيت خزفية بشرية تم التنقيب عنها في مواقع دير البلح وبيسان في الغالب، ولكن تم العثور على توابيت بأعداد أقل في لخيش وتل الفرح وسحاب ووادي يزرعيل. تم دفن العديد من التوابيت الخزفية البشرية المحفورة من دير البلح في سياقات طقسية مماثلة تعود إلى القرنين الرابع عشر والحادي عشر قبل الميلاد. تم تقطيع التوابيت إلى أساس من الكركر (الحجر الرملي) أو الحمرة (الرمال الحمراء) ومبطنة بالحجارة الخشنة وموجهة نحو الغرب. تم تمييز التوابيت في دير البلح ببيثوي كبير على رأس الدفن مع أباريق غطس بالداخل وأوعية في الأعلى تستخدم كأغطية، وكانت هذه الرواسب بمثابة علامات للمقابر. في دير البلح، احتوت النعوش عادة على أكثر من فرد واحتوت على ما يصل إلى أربعة أشخاص في بعض الحالات. في بيسان، وُضعت التوابيت في قبور منحوتة في الصخر تواجه الغرب أيضًا من نفس الفترة الزمنية مثل دير البلح. كانت المقبرة الشمالية في بيت شين تحتوي على حوالي خمسين تابوتًا مع أغطية وجه باقية. كانت هذه المقابر مضطربة في العصور القديمة وكانت كمية المعلومات المتبقية قليلة. كانت توابيت بيسان فريدة من نوعها ومزينة بأغطية للرأس، والتي اقترح البعض أنها تعني أنها من أصل فلسطيني. في لخيش وتل الفرح، تم العثور على العديد من المقابر المنحوتة في الصخور والتي تحتوي على توابيت خزفية بشرية تعود إلى فترة لاحقة، من القرنين الثاني عشر إلى العاشر قبل الميلاد، وترتبط في الغالب بالعروض الفلستينية.
ارتبطت هذه المدافن عادةً بمجموعة كبيرة ومتنوعة من القرابين الباهظة الثمن. تتكون العروض من السيراميك والبرونز والمجوهرات من المعادن الثمينة والأحجار. تم العثور على مجموعة واسعة من القرابين الخزفية في المدافن مثل الفخار القبرصي والكنعاني والمصري والميسيني والفلسطيني. يمكن تقسيم الفخار إلى فئتين، الموجودة داخل التابوت وتلك الموجودة خارج التابوت. عادة ما يكون الفخار الموجود خارج التابوت أكبر وأكثر تنوعًا النفعي، مثل جرار التخزين، وبيثوي، وأواني الركاب، وأواني الطبخ. الفخار الموجود داخل التوابيت أصغر حجما وذو جودة أعلى، بما في ذلك أوعية الحليب القبرصية، وأكواب المرمر المصرية، ودوارق الحج، والأباريق. ارتبطت المدافن السابقة (القرنان الرابع عشر والثاني عشر قبل الميلاد) بالمزيد من الفخار والمكتشفات المصرية المتأثرة، بينما ارتبطت المدافن اللاحقة (القرنان الثاني عشر والعاشر قبل الميلاد) بالثقافة الفلسطينية.
كانت الأدوات والأدوات البرونزية بمثابة عرض دفن شائع آخر مرتبط بالتوابيت الخزفية ذات الشكل البشري. عادة ما تكون العناصر البرونزية مصرية الطراز وتتكون من أوعية وأباريق وسكاكين وفي حالة واحدة مجموعة نبيذ. تتكون مجموعة النبيذ من إبريق من البرونز ومصفاة وهي واحدة من مجموعات قليلة كاملة تم العثور عليها. في نعش غني لامرأة في دير البلح، تم العثور على مرآة برونزية على طراز الإمبراطورية المصرية. لم يكن البرونز هو النوع الوحيد من القطع الأثرية المعدنية التي تم العثور عليها؛ في إحدى مقابر تل الفرح، تم العثور على واحدة من أقدم قطع الحديد في بلاد الشام.

## العروض

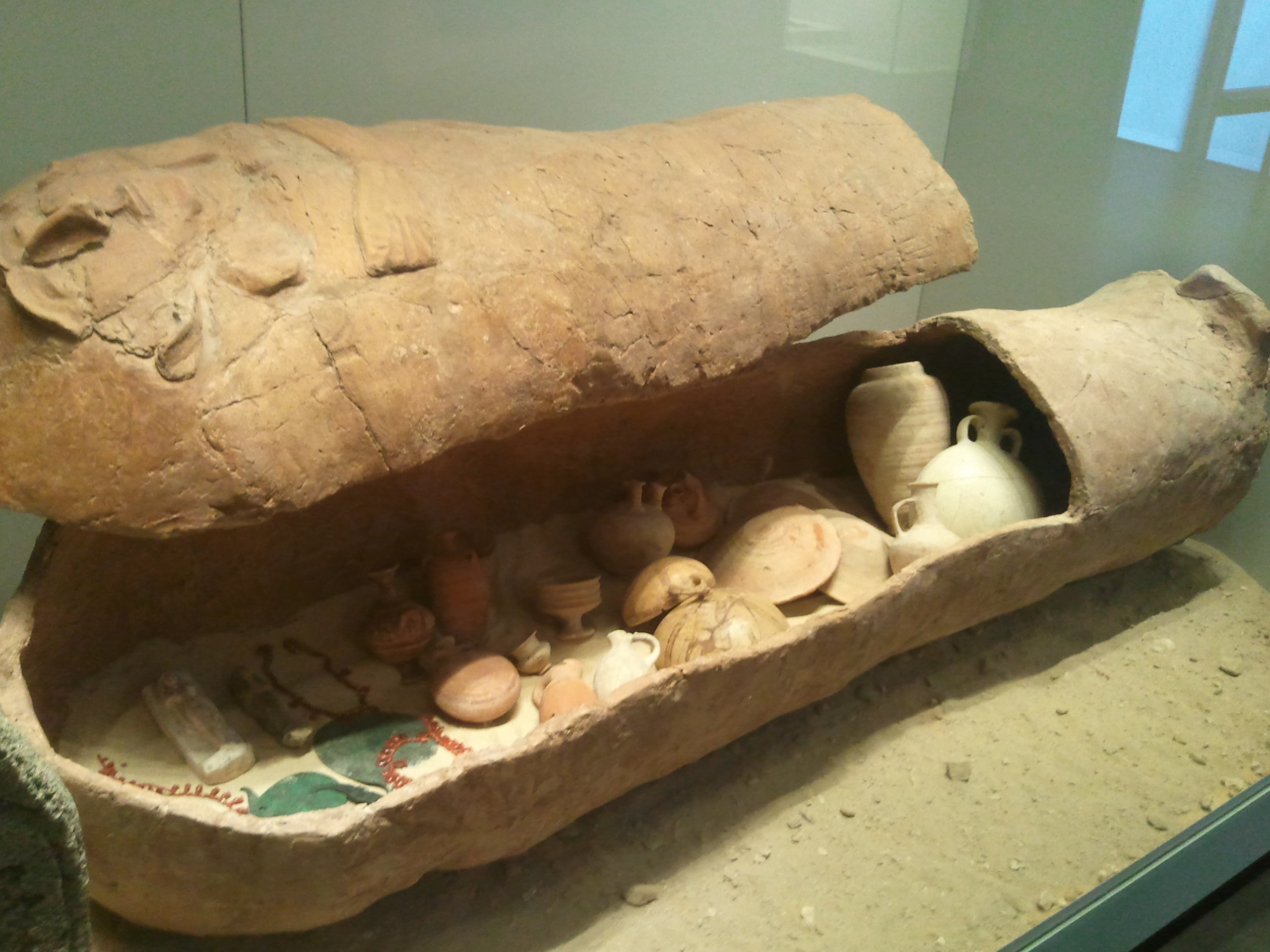
داخل تابوت بشري طيني، أواني خزفية.

يبدو أن هذه التوابيت الخزفية ذات الشكل البشري كانت مرتبطة بأفراد أكثر ثراءً وبالتالي تحتوي على مجموعة من الاكتشافات الصغيرة باهظة الثمن. وقد تم العثور داخل التوابيت على العديد من الخرز من العقود والأساور المصنوعة من مواد باهظة الثمن. كانت الخرزات الذهبية على شكل سعيفات وأزهار اللوتس منتشرة بشكل كبير وأظهرت دمج الزخارف الفنية المصرية والشرق أوسطية في الزينة الجنائزية. تم العثور على العديد من الخرزات المصنوعة من حجر شبه كريم، العقيق. اكتشاف مثير آخر مرتبط بأحد توابيت دير البلح كان عبارة عن ملعقة مكياج على شكل امرأة غواصة. هذا عنصر شائع موجود في الفن المصري في عصر الإمبراطورية المصرية. واحدة من أهم الاكتشافات الصغيرة المرتبطة بالتوابيت من جميع المواقع التي تم العثور عليها هي الجعران. تم العثور على جعران تحمل صورًا وخراطيش لملوك الإمبراطورية المصرية، بما في ذلك أحد رمسيس الثاني، في سياق معظم النعوش وتشير إلى أن الأشخاص المدفونين في التوابيت ربما كانوا مسؤولين مصريين.

## استنتاج
تم أخذ معظم المعلومات المعروفة عن هذه المدافن من الاكتشافات ذات الصلة بسبب عدم وجود أدلة مكتوبة. في مناسبتين فقط كانت هناك كتابة مرتبطة بالمدافن؛ الأولى، لوحة جنائزية محفوظة بشكل سيئ وتغطي قبرًا في دير البلح، واثنتان، غطاء تابوت من لخيش كتب عليه بشكل سيئ كتابات هيروغليفية مصرية. لا تزال هناك بعض الألغاز المرتبطة بهذه المدافن، إحداها عبارة عن مجموعات من الكريات الحجرية والعظمية الموجودة داخل العديد من التوابيت. لم يتم اكتشاف استخدام الكريات بعد. المجهول الأكبر الذي لا يزال يحيط بهذه النعوش، والذي ساعدت القرابين على كشفه، هو من صنعت هذه النعوش. وقد اقترح العلماء أنها للمصريين والكنعانيين المقلدين للمصريين والفلسطينيين. من التواريخ المرتبطة بالاكتشافات، يبدو أن التوابيت نشأت مع التأثير المصري في كنعان ثم تبناها الفلسطينيون فيما بعد.